# Crosstown Traffic
Crosstown Traffic – piosenka z 1968 roku napisana przez Jimiego Hendriksa i nagrana przez zespół the Jimi Hendrix Experience wydana w tym samym roku na singlu, który promował ich trzeci album Electric Ladyland (1968).
Singiel z „Crosstown Traffic” (strona B: „Gypsy Eyes”) dotarł 37. miejsca na głównej brytyjskiej liście przebojów UK Singles Chart, a na amerykańskim najważniejszym zestawieniu Hot 100, przygotowywanym przez branżowe pismo „Billboard”, najwyższą pozycją wydawnictwa była 52. lokata.

## Charakterystyka
„Crosstown Traffic” zarejestrowano 20 października 1967 roku w Olympic Studios (Anglia) i był to pierwszy utwór, który nagrano na potrzeby Electric Ladyland, czyli trzeciego albumu w dyskografii zespołu the Jimi Hendrix Experience. Mimo że utwór jest klasycznym przykładem piosenki popowej, utwór ten tworzą też oryginalne efekty muzyczne. W warstwie lirycznej, poprzez porównanie do interpersonalnej sytuacji, podmiot krytykuje kobietę, o której śpiewa, że „jesteś dokładnie jak uliczny korek, tak trudno przedostać się przezeń do ciebie” (you’re just like crosstown traffic, so hard to get through to you). Kompozycja ma skoczną melodię i chwytliwy refren, co powoduje, że sama w sobie jest zwykłą popową melodią, jednak dzięki wykorzystaniu przez Hendriksa podczas gry na gitarze kazoo i użyciu w trakcie śpiewu analogowego korektora lampowego marki Pultec jest to wyszukana studyjna aranżacja i produkcja. Kompozycja okazała się nieskomplikowanym i oszczędnym pod względem twórczym i czasu realizacji dziełem, które zapoczątkowało projekt nowo powstałego dwupłytowego albumu (Billboard 200: #1).
„Crosstown Traffic” było drugim singlem wydanym w Stanach Zjednoczonych przez Reprise Records (18 listopada) pochodzącym z tego albumu (po „All Along the Watchtower” Boba Dylana). W Wielkiej Brytanii małą płytę opublikowano w kwietniu 1969 roku.
W późniejszym czasie, jako jeden z przebojów zespołu i samego Hendriksa, ścieżka z „Crosstown Traffic” była umieszczana na albumach kompilacyjnych Hendriksa i jego grupy. Mimo sukcesu tę piosenkę zespół wykonał jedynie raz (24 sierpnia 1968) podczas koncertu w Hartford (Connecticut, USA).
Tekst utworu, w którym nawiązuje do relacji Hendriksa z kobietami, nie należy do najgłębszych, ale jednocześnie podkreśla oryginalny styl muzyka. Muzykę w „Crosstown Traffic” pozbawioną charakterystycznych hardrockowych riffów gitarowych Hendriksa wypełniają hooki, które dają kompozycji siłę artystycznego oddziaływania na słuchacza. Ważnym elementem utworu jest refren podparty dźwiękami podobnymi do świergotu, a także wyrazisty akompaniament perkusyjny w wykonaniu Mitcha Mitchella oraz wspierający wokal Dave’a Masona (wówczas członek brytyjskiego zespołu Traffic, przyjaciel Hendriksa).
Według Richiego Unterbergera utwór jest najlepszym przykładem w muzycznym dorobku Hendriksa połączenia gatunków soul i rocka, a także jednym z jego najlepszych wokalnych występów pełnych humoru i pewności siebie. Jak zaznaczył Unterberger, choć jest to zadufanie w rodzaju macho, to poprzez pryzmat czystego popu muzyk umiejętnie zrealizował romantyczno-drogową metaforę.

## Listy przebojów
| Kraj | Lista             | Pozycja | Źr.   |
| ---- | ----------------- | ------- | ----- |
| CA   | „RPM” Top Singles | 45      | [ 8 ] |
| DE   | Single Top 100    | 34      | [ 9 ] |
| GB   | UK Singles Chart  | 37      | [ 3 ] |
| US   | Hot 100           | 52      | [ 4 ] |

| Kraj | Lista            | Pozycja | Źr.    |
| ---- | ---------------- | ------- | ------ |
| NL   | Single Top 100   | 48      | [ 10 ] |
| PL   | LP3              | 12      | [ 11 ] |
| GB   | UK Singles Chart | 61      | [ 3 ]  |

## Wersje innych wykonawców
- 1974: Gil Evans Orchestra (medley z „Little Miss Lover”, album The Gil Evans Orchestra Plays the Music of Jimi Hendrix)[6]
- 1993: Living Colour (album różnych wykonawców: Stone Free: A Tribute to Jimi Hendrix)[6]